# 이종언
이종언(한국 한자: 李鍾言, 2001년 5월 8일 ~ )는 대한민국의 축구 선수로, 포지션은 스트라이커이다. 현재 K리그2 경남 FC 소속이다.